# Sulochana Brahaspati
Sulochana Brahaspati (Allahabad 1937) es una cantante india, una de las intérpretes más destacadas de la música clásica de su país. En 1994, ella fue galardonada con el Premio Sangeet Natak Akademi, uno de los reconocimientos más altos y prestigiados otorgado por la Academia Nacional de Música, Danza y Drama de la India.
Sus maestros fueron los Pandits, Bholanath Bhat y Ustad Mushtaq Hussain Khan (f. 1964), ambos representantes de la música Rampur-Sahaswan gharana. Más adelante tuvo una formación intensivo con su guru y esposo, Acharya KCD Brahaspati. Un gran número de sus composiciones con canciones como Khayals , Thumris , Tappas y Dadras, son parte de su carrera profesional.
También es profesora y musicóloga y ha publicado varios libros como Raga Rahasya .

## Premios
- Sangeet Natak Akademi Award in 1994.[4]
- Uttar Pradesh Sangeet Natak Academy Award in 1984
- Tansen Samman by Madhya Pradesh government in 2006